# Hyperstrotia
Hyperstrotia is een geslacht van vlinders van de familie Uilen (Noctuidae), uit de onderfamilie Acontiinae.

## Soorten
- H. aenea Swinhoe, 1884
- H. albicincta Hampson, 1898
- H. albida Hampson, 1910
- H. hirtipennis Warren
- H. inordinata Walker, 1864
- H. meeki Bethune-Baker, 1906
- H. molybdota Hampson, 1910
- H. nana Hübner, 1827
- H. ochreipuncta Wileman, 1914
- H. oletta Schaus, 1904
- H. pervertens Barnes & McDunnough, 1918
- H. semiochrea Hampson, 1898
- H. variata Wileman & West, 1929
- H. villificans Barnes & McDunnough, 1918